# Born to Run
Born to Run je třetí studiové album amerického písničkáře Bruce Springsteena. Jeho nahrávání probíhalo v rozmezí ledna 1974 a července 1975 ve studiích Record Plant Studios v New Yorku a 914 Sound Studios v Blauveltu. Album pak vyšlo v srpnu 1975 u vydavatelství Columbia Records. Album produkovali Bruce Springsteen, Mike Appel a Jon Landau.

## Seznam skladeb
Autorem všech skladeb je Bruce Springsteen.
| Pořadí         | Název                    | Délka |
| -------------- | ------------------------ | ----- |
| 1.             | Thunder Road             | 4:49  |
| 2.             | Tenth Avenue Freeze-Out  | 3:11  |
| 3.             | Night                    | 3:00  |
| 4.             | Backstreets              | 6:30  |
| 5.             | Born to Run              | 4:31  |
| 6.             | She's the One            | 4:30  |
| 7.             | Meeting Across the River | 3:18  |
| 8.             | Jungleland               | 9:34  |
| Celková délka: | Celková délka:           | 39:26 |

## Obsazení
E Street Band
- Bruce Springsteen – zpěv, kytara, harmonika, perkuse
- Roy Bittan – klavír, varhany, cembalo, doprovodný zpěv
- Clarence Clemons – saxofon, tamburína, doprovodný zpěv
- Danny Federici – varhany, zvonkohra
- Garry W. Tallent – baskytara
- Max Weinberg – bicí
- Ernest „Boom“ Carter – bicí
- Suki Lahav – housle
- David Sancious – klavír
- Steven Van Zandt – doprovodný zpěv, aranže

Ostatní
- Wayne Andre – pozoun
- Mike Appel – doprovodný zpěv
- Michael Brecker – tenorsaxofon
- Randy Brecker – trubka, křídlovka
- Richard Davis – kontrabas
- David Sanborn – barytonsaxofon